# فيليبي بونس راميريز
فيليبي بونس راميريز (بالإسبانية: Felipe Ponce Ramírez)‏ هو لاعب كرة قدم مكسيكي، ولد في 29 مارس 1988. لعب مع أتليتكو سان لويس.

## وصلات خارجية
- فيليبي بونس راميريز على موقع قاعدة بيانات كرة القدم.إي يو (الإنجليزية)
- فيليبي بونس راميريز على موقع Soccerway.com (الإنجليزية)